# AVRO-toernooi

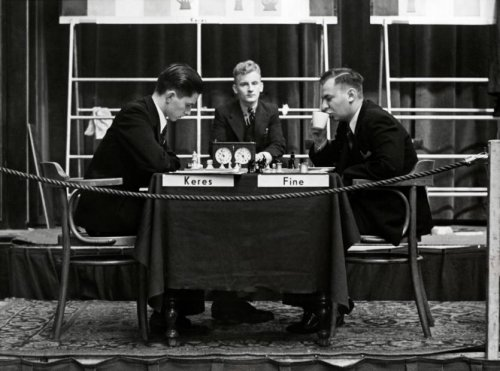
Finale: Paul Keres vs. Reuben Fine

Het AVRO-toernooi uit 1938 is een van de sterkst bezette schaaktoernooien uit de geschiedenis van het schaken. Het werd in november 1938 in tien steden in Nederland gehouden. Het toernooi werd gewonnen door Paul Keres en Reuben Fine.

## Achtergrond
De deelnemers waren de sterkste schakers uit die tijd: Paul Keres, Reuben Fine, Michail Botvinnik, Max Euwe, Samuel Reshevsky, Aleksandr Aljechin, José Raúl Capablanca en Salo Flohr. Aljechin was toen regerend wereldkampioen. Capablanca (1921-1927) en Euwe (1935-1937) waren het geweest. Botwinnik zou het in 1948 worden.
De winnaar van het toernooi zou wereldkampioen Aljechin mogen uitdagen, maar door de Tweede Wereldoorlog is dit niet gebeurd.
Er werd gespeeld in Amsterdam, Groningen, Zwolle, Arnhem, Den Haag, Haarlem, Rotterdam, Breda, Utrecht en Leiden.

## Uitslag en kruistabel
| # | Name                 | Score | Keres | Keres | Fine | Fine | Botv. | Botv. | Euwe | Euwe | Resh. | Resh. | Alekh. | Alekh. | Capa. | Capa. | Flohr | Flohr |
| - | -------------------- | ----- | ----- | ----- | ---- | ---- | ----- | ----- | ---- | ---- | ----- | ----- | ------ | ------ | ----- | ----- | ----- | ----- |
| 1 | Paul Keres           | 8½    | --    | --    | 1    | ½    | ½     | ½     | ½    | ½    | 1     | ½     | ½      | ½      | 1     | ½     | ½     | ½     |
| 2 | Reuben Fine          | 8½    | 0     | ½     | --   | --   | 1     | ½     | 1    | 0    | 1     | 0     | 1      | 1      | ½     | ½     | 1     | ½     |
| 3 | Mikhail Botvinnik    | 7½    | ½     | ½     | 0    | ½    | --    | --    | ½    | 0    | 1     | ½     | 1      | ½      | ½     | 1     | ½     | ½     |
| 4 | Max Euwe             | 7     | ½     | ½     | 0    | 1    | ½     | 1     | --   | --   | 0     | ½     | 0      | ½      | 0     | 1     | 1     | ½     |
| 5 | Samuel Reshevsky     | 7     | 0     | ½     | 0    | 1    | 0     | ½     | 1    | ½    | --    | --    | ½      | ½      | ½     | ½     | 1     | ½     |
| 6 | Aleksandr Aljechin   | 7     | ½     | ½     | 0    | 0    | 0     | ½     | 1    | ½    | ½     | ½     | --     | --     | ½     | 1     | ½     | 1     |
| 7 | José Raúl Capablanca | 6     | 0     | ½     | ½    | ½    | ½     | 0     | 1    | 0    | ½     | ½     | ½      | 0      | --    | --    | ½     | 1     |
| 8 | Salo Flohr           | 4½    | ½     | ½     | 0    | ½    | ½     | ½     | 0    | ½    | 0     | ½     | ½      | 0      | ½     | 0     | --    | --    |

## Tweede toernooi
Als herdenking heeft de AVRO in 1973 een tweede AVRO-toernooi georganiseerd, maar dit was naar verhouding niet zo sterk bezet als het oorspronkelijke toernooi.